# منتدى الجاحظ
منتدى الجاحظ هو منبر فكري وثقافي إسلامي تونسي صنف طبقا للقانون التونسي ضمن الجمعيات الثقافية والفنية. 

## ألوان الطيف
أسس منتدى الجاحظ ويشرف عليه عدد من رموز تيار اليسار الإسلامي، غير أنه مفتوح أمام كل ألوان الطيف الفكري التونسي والعربي، حيث حاضر على منبره عدد كبير من المفكرين من بينهم حسن حنفي، محمد أركون، عبد المجيد الشرفي، هشام جعيط، عبد السلام المسدي، أبو يعرب المرزوقي... مراهنة من المنتدى «على أهمية الحوار المحلي والعالمي وعلى المساهمة في دفع اتجاهات التجديد في الفكر العربي الإسلامي».

## التأسيس
تأسس منتدى الجاحظ في أواسط عام 1989 وحصل على تأشيرة العمل القانوني بتاريخ 12 يونيو عام 1990. وقد اختير له اسم الجاحظ لأن الجاحظ كما يقول رئيس النادي «رمز من رموز التراث العربي الإسلامي الأساسية» كما أنه معتزلي والقائمون على المنتدى يؤمنون بأن «استخدام العقل على نطاق واسع خاصة داخل الفضاء الديني مسألة مشروعة، ومسألة لا يكتمل الوعي الديني والاجتماعي إلا بها».

## المشرفون
- تركبت الهيئة المديرة التأسيسية لمنتدى الجاحظ من أحد عشر عضوا ويرأسه الإعلامي التونسي صلاح الدين الجورشي وينوبه الجامعي أحميدة النيفر ويتولى محمد القوماني كتابته العامة...
- عقد المنتدى مؤتمرين كان الأول عام 2004 والثاني في 8 جويلية/تموز 2007. وفي المؤتمر الثاني تركبت الهيئة المديرة للنادي من العناصر التالية: صلاح الدين الجورشي: رئيسا؛ محمد القوماني: كاتبا عاما؛ عبد العزيز التميمي: كاتبا عاما مساعدا مكلّفا بالتنظيم الإداري؛ العربي بن طراد: أمين مال؛ رضا بن عبد الفتاح: أمين مال مساعد؛ عبد الرزاق العياري: نائب رئيس مكلف بالعلاقات العامة؛ سعاد القوسامي: نائبة رئيس مكلفة بقضايا المرأة؛ محمد صابر محجوب: نائب رئيس مكلف بالتوثيق والنشر؛ رامي الصالحي: نائب رئيس مكلف بتنمية القدرات؛ رفيعة عطية: نائبة رئيس مكلفة بلجنة الشباب؛ مراد حجي: نائب رئيس مكلف بالموقع الألكتروني.

## وصلات خارجية
- موقع منتدى الجاحظ